# Heidi Pechstein
Heidi Pechstein, née le 4 juillet 1944 à Leipzig, est une ancienne nageuse est-allemande.

## Biographie
Lors des championnats d'Europe de natation 1962 qui se déroulent dans sa ville natale, elle fait partie du relais 4 × 100 m nage libre qui bat le record du monde de la distance en 4 min 40 s 10 avec Ingrid Schmidt, Barbara Gobel et Ute Noack. Pour ça, les quatre femmes reçoivent le prix Mannschaften des Jahres. Elle reçoit également l'Ordre du mérite patriotique (RDA) en argent. Lors de ces championnats, elle est aussi couronnée sur le 100 m nage libre. En 1966, aux championnats d'Europe, elle remporte l'argent sur le 400 m 4 nages.
En 1960, elle a fait partie de l'équipe arrivée 3e du 4 × 100 m nage libre lors des Jeux de Rome avec Christel Steffin, Gisela Weiss et Ursel Brunner. Elle nage aussi le 100 m nage libre où elle termine 8e des demi-finales, ne se qualifiant pas pour la finale. Aux Jeux olympiques de 1964 à Tokyo, elle ne remporte aucune médaille, terminant 4e de sa série sur le 400 m nage libre et 6e de la finale sur le 4 × 100 m nage libre.

## Palmarès

### Championnats d'Europe
- Championnats d'Europe 1962 à Leipzig (RDA)
  -  Médaille d'or du 100 m nage libre
  -  Médaille d'or du relais 4 × 100 m 4 nages
- Championnats d'Europe 1966 à Utrecht (Pays-Bas)
  -  Médaille d'argent du 400 m 4 nages